# ويل فنتون
ويل فنتون (بالإنجليزية: Will Vinton)‏ هو رسام رسوم متحركة ومنتج أفلام ومخرج أمريكي، ولد في 17 نوفمبر 1947 في ميكمينفيل في الولايات المتحدة، وتوفي في 4 أكتوبر 2018 في بورتلاند في الولايات المتحدة بسبب ورم نخاعي متعدد.

## وصلات خارجية
- ويل فنتون على موقع IMDb (الإنجليزية)
- ويل فنتون على موقع ميوزك برينز (الإنجليزية)
- ويل فنتون على موقع أول موفي (الإنجليزية)
- ويل فنتون على موقع قاعدة بيانات الفيلم (الإنجليزية)